# 서호초등학교 (제주)
서호초등학교는 대한민국 제주특별자치도 서귀포시 호근동에 있는 공립 초등학교이다.

## 학교 연혁
- 1931년 8월 20일: 서호서당 개설 인가
- 1934년 4월 26일: 서귀공립보통학교 부설 서호간이학교 설립인가
- 1943년 4월 1일: 서호국민학교 설립인가
- 1943년 5월 15일: 서호국민학교로 승격 개교
- 1977년 7월 4일: 현 부지로 이전
- 1981년 3월 1일 : 제주도교육위원회 지정 체육시범학교 (2년간)
- 1982년 3월 10일 : 서호국민학교 병설 유치원 개원
- 1985년 3월 1일 : 서귀포교육청 지정 음악과 시범학교 (2년간)
- 1990년 3월 1일 : 제주도교육위원회 지정 음악과 연구학교 (2년간)
- 1996년 3월 1일 : 서호초등학교로 교명 변경
- 1998년 12월 31일 : 8개 교실 및 부속실 개축
- 2000년 3월 1일 : 제주도교육청 독서지도 시범학교 (2년간)
- 2004년 5월 1일 : 한마음체육관 개관
- 2006년 9월 1일 : 교육과학기술부지정 초등영어교육정책연구학교(2년)
- 2008년 3월 1일 : 특수학급 1학급 신설
- 2009년 3월 1일 : 교육복지우선지원사업 학교 (6년간)
- 2009년 11월 26일 : 운동장 천연잔디 공사
- 2010년 3월 1일 : 9학급 편성(특수반 1학급)
- 2012년 3월 1일 : 선진형수학교실 창의경영학교 운영(3년간)
- 2012년 4월 23일 :   한마음도서관 증축
- 2013년 2월 8일 : 역사관 개관
- 2013년 3월 1일 : 7학급 편성 (특수반 1학급)
- 2014년 2월 27일 : 4개교실 증축 및 전교실 리모델링
- 2016년 1월 15일 : 유치원 2교실 증개축
- 2016년 10월 21일 : 교가비 제작
- 2018년 3월 1일 : 제33대 황은실 교장선생님 부임
- 2018년 3월 1일 : 15학급 편성(특수반 1학급)
- 2018년 6월 20일 : 10개 교실 증축
- 2018년 10월 5일 : 우레탄트랙 교체
- 2019년 1월 26일 : 제71회 졸업식(졸업생 48명, 총 4,513명 졸업)
- 2019년 3월 1일 : 16학급 편성(특수반 1학급)

## 참고 자료
- 서호초등학교 - 한국교육학술정보원 학교알리미